# Lariño (San Martiño)
Lariño ist eine Ortschaft in der spanischen Provinz A Coruña in Galicien mit etwa 364 Einwohnern (Stand: 2015). Der Ort gehört zur Gemeinde Carnota, die auch „Tor zur Costa da Morte“ (Küste des Todes) genannt wird. Die nächstgrößere Stadt ist das Hafenstädtchen Muros. Lariño liegt etwa 30 km von Kap Finisterre (span. Cabo de Finisterre, galicisch Cabo Fisterra, beide abgeleitet von lat. finis terrae, „Ende der Erde“) entfernt.
Im Laufe der letzten Jahrzehnte nahm die Einwohnerzahl immer weiter ab. Lebten im Jahr 2000 noch rund 500 Personen in Lariño, waren es 2010 nur noch 440 Personen. 2015 erreichte die Einwohnerzahl einen Tiefpunkt von nur noch 364 Einwohnern.
Da der Ort direkt an der atlantischen Küste liegt, lebt er aufgrund seines Strandes auch vom Tourismus.